# ارين أثيرتون
ارين أثيرتون (بالإنجليزية: Warren Atherton)‏ هو محامي أمريكي، ولد في 28 ديسمبر 1891 في سان فرانسيسكو في الولايات المتحدة، وتوفي في 1976 في ستوكتون في الولايات المتحدة.